# Талдинський сільський округ (Шетський район)
Талди́нський сільський округ (каз. Талды ауылдық округі, рос. Талдинский сельский округ) — адміністративна одиниця у складі Шетського району Карагандинської області Казахстану. Адміністративний центр — село Талди.
Населення — 729 осіб (2021; 1037 у 2009, 1382 у 1999, 1641 у 1989).
Станом на 1989 рік існувала Комсомольська сільська рада (села Жанажурт, Комсомол, Талди).

## Склад
До складу округу входять такі населені пункти:
| Населений пункт | Населення, осіб (1989) | Населення, осіб (1999) | Населення, осіб (2009) | Населення, осіб (2021) |
| --------------- | ---------------------- | ---------------------- | ---------------------- | ---------------------- |
| Берекеші, село  | 186                    | 129                    | 101                    | 70                     |
| Жанажурт, село  | 184                    | 158                    | 72                     | 25                     |
| Талди, село     | 1271                   | 1095                   | 864                    | 634                    |